# Urwies
Urwies ist ein Gemeindeteil von Piding im Landkreis Berchtesgadener Land.
Das Dorf liegt an der Staatsstraße 2103 zwischen dem Pidinger Gemeindeteil Mauthausen und dem Angerer Gemeindeteil Aufham. Nahe vorbei verläuft die A 8.
Im Ort beginnt der auf den Hochstaufen führende Pidinger Klettersteig. An der Teisendorfer Straße befindet sich die Inspektion Piding der Bayerischen Grenzpolizei.